# Res publica (película)
Res publica es una película española, dirigida por José María Nunes en 2009.

## Argumento
Un hombre (José María Blanco) lleva mucho tiempo meditando su suicidio. Para él es una forma de protestar contra los años que le han tocado vivir, una forma de reivindicar la libertad que no ha logrado a lo largo de toda su vida. Es cierto que siempre ha tenido una actitud de rebelión ante la realidad, pero hubo una época en la que amó a las mujeres y trabó amistad con unas cuantas personas. Ahora, cuando ya sólo le queda su padre, es feliz porque sabe que se acerca el momento en el que por fin podrá liberarse.